# Montividiu do Norte
Montividiu do Norte es un municipio brasilero del estado de Goiás.